# Kecamatan Lawa
Kecamatan Lawa är ett distrikt i Indonesien.   Det ligger i provinsen Sulawesi Tenggara, i den centrala delen av landet, 1 700 km öster om huvudstaden Jakarta. Kecamatan Lawa ligger på ön Pulau Muna.